# スイスの建築
スイスの建築（フランス語: Architecture de la Suisse）はスイス国内の建物のみならず、スイスの市民が海外で建てた建物も含まれる。
現在のスイス建築は、幾つかの歴史的な時代にさかのぼる。新石器時代の遺跡も残されており、1世紀から4世紀にかけて、ローマの軍事植民地が築かれた。特にジュリア・エクエスティリス植民地とオグスタ・ラウリカ植民地がその代表的な例である。キリスト教の発展と共に、中世には宗教的な建築物が造られ、最初の宗教的建造物はおおよそ紀元350年にジュネーヴで建てられ、381年10月には設立された。サン・モリス・ダガノ修道院は515年に創建され、王族の家系はその支配力を強化するため、堅固な城を築いた。紀元1000年を越えると、新たな都市が次々と誕生し、特に12世紀末から13世紀にかけて急速にその数を増した。14世紀以降、石造りの個人住宅が一般化し、農民の住居は木材や石材で作られることが多く、建築様式はアルプス山脈や高原、ジュラ山脈といった自然環境に応じて多様性を呈した。
19世紀の産業革命は都市の風景と住民の生活様式を根本から変えた。古い防御壁や城門は取り壊され、技術者たちは新しいエリート集団を形成し、通信手段（道路、船、鉄道）の発展や、重要な衛生インフラの工事を担った。スイスのフランス語地域では、ギヨーム＝アンリ・デュフール、アドリアン・ピシャール、イグナス・ヴェネッツなどが都市計画や道路、橋梁などの設計を担当した。また、ローザンヌ特殊学校（1853年設立、スイスフランス語圏初の技師学校）や、1966年に創設されたチューリッヒ工科大学もこの時期に設立された。後者の校長であったゴットフリート・ゼンパーは建築学を教え、新古典主義様式で公共建築分野に多大な影響を与えた。
スイス南部出身の多くの建築家は、イタリアやヨーロッパのルネサンスやバロック様式を取り入れた。ピエトロ・アントニオ・ソラリ、ピエトロ・レンバルド、ドメニコ・フォンタナ、カルロ・マダレーノ、フランチェスコ・ボロミニなどがその典型的な例である。20世紀の近代主義運動を代表する建築家ル・コルビュジエは、スイスのラ・シャペルでの活動を通じて名を馳せた。第1回国際現代建築会議（CIAM）は、ル・コルビュジエ、エレナ・デ・マンデロ、シーグフリード・ギーディオンによって組織され、1928年6月にはスイスのラサラッツ城で開催された。21世紀の初め、スイスの多くの建築家は国際的な名声を得るに至り、マリオ・ボタ、ディナ＆ディナ、ヘルツォーグ＆ド・ムロン、ペーター・ズムトなどがその代表的な人物であり、ベルナール・クミのように国外で活躍した建築家も数多く存在している。